# Kreisverkehrsgesellschaft Main-Kinzig
VG Main-Kinzig GmbH
Die KVG Main-Kinzig GmbH (KVG) wurde am 1. Oktober 1994 gegründet. Sie ist die Regieorganisation des Main-Kinzig-Kreises für den öffentlichen Personennahverkehr (ÖPNV) und ist integriert in den Rhein-Main-Verkehrsverbund (RMV).

## Aufgaben
Als hundertprozentige Tochtergesellschaft des Kreises nimmt die KVG dessen Interessen im RMV wahr und ist für den Bereich des Main-Kinzig-Kreises als Aufgabenträger zuständig für Planung, Finanzierung und Organisation des lokalen ÖPNV. Darüber hinaus wurde die KVG vom Landkreis mit den Aufgaben der Schülerbeförderung betraut. Die hoheitliche Aufgabe „Schülerbeförderung“ wurde der KVG zum Januar 2008 übertragen und organisatorisch zugeordnet.
Die KVG Main-Kinzig betreibt keine eigenen Buslinien, sondern vergibt die Leistungen durch europaweite Ausschreibungsverfahren an die Verkehrsunternehmen.
Das Aufgabenfeld der KVG umfasst neben den Ausschreibungen von Verkehrsleistungen die Planung und Finanzierung des ÖPNV sowie die Organisation, Durchführung und Kontrolle der Schülerverkehre im Main-Kinzig-Kreis.
Zu den weiteren Aufgaben gehören die Erstellung des kreisweiten Fahrplans sowie Kundeninformation und Beratung. Außerdem entwickelt die KVG Main-Kinzig Konzepte zur Verbesserung des ÖPNV im ländlichen Raum.

## Verkehrsunternehmen
Folgende Verkehrsunternehmen fahren für die KVG Main-Kinzig:
- DB Regio Bus Mitte, Mainz
- Heuser Omnibusunternehmen GmbH & Co. KG, Langenselbold
- Kahlgrund-Verkehrsgesellschaft, Schöllkrippen (auf dem von der KVG Main-Kinzig mitfinanzierten Linien AB-30/31)
- Omnibusbetrieb Gass, Schlüchtern (als Subunternehmer für die VGF Verkehrsgesellschaft Fulda mbH)
- Omnibusbetrieb Klüh, Schlüchtern (als Subunternehmer für die VGF Verkehrsgesellschaft Fulda mbH)
- Omnibusbetrieb Noll, Bad Orb
- Racktours GmbH & Co. KG, Erlensee
- Regionalverkehr Main-Kinzig GmbH, Gelnhausen
- RDG Regionalverkehrsdienst Gründau Elke Laubach e.K., Gründau
- Reiseservice Frieda Gass, Neuhof
- Schreiber-Reisen, Steinau-Marjoß (als Subunternehmer für die VGF Verkehrsgesellschaft Fulda mbH)
- Stadt Gelnhausen, Gelnhausen (Auftrag erteilt an Regionalverkehr Main-Kinzig)
- Stadtverkehr Maintal, Maintal-Dörnigheim
- Stroh Bus-Verkehrs GmbH, Altenstadt
- VGF Verkehrsgesellschaft Region Fulda mbH
- Schäfer Reisen Nidderau
- Auto Röder GmbH Büdingen

## Das ÖPNV-Angebot im Main-Kinzig-Kreis
Das ÖPNV-Angebot im Main-Kinzig-Kreis besteht aus einer Regional-Express-Linie, acht Regionalbahn- bzw. Stadt-Express-Linien, neun Regionalbuslinien und 54 Buslinien in lokaler Zuständigkeit, die zum Beispiel im Stadtverkehr verkehren.
Die KVG besitzt keine eigenen Busse und betreibt keine eigenen Buslinien, sondern beauftragt andere Unternehmen. Diese derzeit 14 Verkehrsunternehmen legen mit mehr als 160 Fahrzeugen jährlich mehr als sechs Millionen Kilometer zurück.
Die Schülerbeförderung machte mit Stand vom 31. Dezember 2007 65 Prozent der Gesamteinnahmen der KVG aus.